# Mumbai Challenger 1999
Il Mumbai Challenger 1999 è stato un torneo di tennis facente parte della categoria ATP Challenger Series nell'ambito dell'ATP Challenger Series 1999. Il torneo si è giocato a Mumbai in India dal 28 dicembre 1998 al 2 gennaio 1999 su campi in cemento.

## Vincitori

### Singolare
Antony Dupuis ha battuto in finale  Julien Boutter con il punteggio di 7–5, 7–6

### Doppio
Noam Behr /  Eyal Ran hanno battuto in finale  Mahesh Bhupathi /  Gaurav Natekar con il punteggio di 6–2, 7–6